# Turco (Bolivia)
Turco es una localidad y municipio de Bolivia, ubicado en la provincia de Sajama del departamento de Oruro. El municipio tiene una superficie de 4.827 km² y cuenta con una población de 5.207 habitantes (según el Censo INE 2012). La localidad se encuentra a 157 km al oeste de la ciudad de Oruro, la capital departamental, y a una altura es de 3860 m s. n. m.
El municipio fue creado por Ley de 20 de febrero de 1957 durante el gobierno de Hernán Siles Suazo.

## Geografía
Su topografía está conformada por suelos de tipo volcánico, generalmente livianos, con escasa posibilidad de aprovechamiento agrícola. Respecto a sus recursos hídricos, se encuentra ubicado en la subcuenca del lago Coipasa, constituida por las cuencas del río Lauca, Sajama, Cosapa y la cuenca del río Turco.
Turco está ubicado en la parte sur de la provincia de Sajama, al extremo oeste del departamento de Oruro. Limita al norte con el municipio de Curahuara de Carangas, al noreste con la provincia de San Pedro de Totora, al este con la provincia de Carangas, al sur con las provincias de Litoral y Sabaya, y al oeste con la República de Chile.

## Demografía
De acuerdo con el censo boliviano de 2024, la población del municipio de Turco es de 5 277 habitantes.
La población del municipio aumentó en más de un tercio entre 1992 y 2024:
| Año  | Habitantes (municipio) | Fuente |
| ---- | ---------------------- | ------ |
| 1992 | 3 799                  | Censo  |
| 2001 | 3 818                  | Censo  |
| 2012 | 5 207                  | Censo  |
| 2024 | 5 277                  | Censo  |

## Economía
La principal actividad económica de la población de Turco es la crianza de camélidos, asociada a un conjunto de factores naturales, como la presencia de praderas extensas con variedad de pastos y gramíneas que aseguran la alimentación del ganado. En este rubro, la tecnología utilizada por los ganaderos les ha permitido alcanzar notables ejemplares para la reproducción controlada de sus hatos y rendimientos en calidad y cantidad. El municipio administra, con la Asociación de Productores de Turco (AGT), el primer matadero del país para camélidos, asistido por veterinarios que garantizan la calidad de la carne y han logrado posicionar la comercialización y la industrialización de la carne de llama y en particular del popular 'charque". Esta carne se comercializa en los principales mercados de ciudades como Oruro, La Paz, Cochabamba, Potosí, entre otros.
Debido a su gran vocación en este rubro, Turco ha sido declarada por Ley N.º 3157 del 25 de agosto de 2005, como la "capital de los camélidos sudamericanos de Bolivia".